# Szombathelyi Ferenc
Vitéz Szombathelyi Ferenc (1934-ig Knausz Ferenc, egyes források szerint Knauz Ferenc, Moson, 1887. május 17. – Pétervárad, 1946. november 4.) magyar katonatiszt, vezérezredes, a Honvéd Vezérkar főnöke (HVKF). A honvédkari vezetősége alatt, a Délvidék magyar megszállása során történt újvidéki vérengzés (1942) miatt a népbíróság 1946-ban életfogytiglani börtönbüntetésre ítélte, ennek ellenére kiadták Jugoszláviának, ahol háborús bűnösként megkínozták, majd a péterváradi erőd falánál agyonlőtték. Sokáig elterjedt az a tévhit, hogy a kivégzés módja karóba húzás volt, ez azonban nem felel meg a valóságnak. Szemtanúk beszámolója alapján Lakatos Géza vezérezredes emlékirataiba is bekerült. A Magyar Köztársaság Legfelsőbb Bírósága 1994. március 16-án bűncselekmény hiányában hatályon kívül helyezte az ellene hozott népbírósági ítéletet.

## Életpályája
Apja a sváb cipész,[forrás?] Knauz Ferenc, mosoni lakos, édesanyja Szombathelyi Anna volt.
- 1902 őszétől a Pécsi Magyar Királyi Honvéd Hadapródiskola növendéke lett.
- 1906. augusztus 18-án avatták hadapród őrmesterré, beosztották a nyitrai 14. honvéd gyalogezredhez.
- 1907. november 1-jén előléptették hadnaggyá, az ezred műszaki tisztje lett.
- 1910. október 1-jén Budapestre vezényelték, felsőbb tiszti tanfolyamra.
- 1911. augusztus 31-én „igen jó” minősítéssel befejezte tanulmányait.
- 1911 októberétől Bécsben tanult a Császári és Királyi Hadiiskolán.
- 1912. november 1-jétől főhadnagy. Bécsi tanulmányai után, 1914-ben elkezdte szolgálatát a temesvári VII. hadtestnél
- 1915. július 1-jétől vezérkari százados volt.
- 1916-ban és 1917-ben az erdélyi arcvonalon harcolt a 39. honvéd hadosztály vezérkari tisztjeként, majd a Honvédelmi Minisztériumba vezényelték. Szolgálati munkája elismeréseként megkapta a III. osztályú Katonai Érdemkeresztet (Verdienstkreuz) a hadidíszítményekkel és kardokkal, az Ezüst és Bronz Koronás Katonai Érdemérmet (Signum Laudis) a kardokkal, illetve a III. osztályú Vaskorona Rendet a hadidiszítményekkel és kardokkal.
- 1919-ben a Vörös Hadsereg főparancsnokságának hírszerző és kémelhárító osztályán a délszláv nyilvántartást vezette.
- 1919 és 1921 között a szombathelyi katonai körletparancsnokságon, illetve a 3. vegyesdandár parancsnokságon szolgált.
- 1921 után a vezérkari főnökség hadműveleti osztályára került.
- 1922. szeptember 1-jén vezérkari őrnaggyá, majd 1926. május 1-jén alezredessé léptették elő.
- 1926. szeptember 15-én a Hadiakadémia történelemtanára lett.
- 1929. november 1-jén vezérkari ezredes lett.
- 1931. szeptember 1-jétől 1933. május 1-jéig a szombathelyi 3. vegyesdandár vezérkari főnöke.
- 1933. május 1-jétől Budapestre vezényleték a honvédség főparancsnokának szárnysegédjének.
- 1934-ben felvette édesanyja vezetéknevét (Szombathelyi), mert a vitézi rang feltétele egy magyaros hangzású név is volt.
- 1936. augusztus 1-jétől a Honvéd Ludovika Akadémia I. főcsoport parancsnoka.
- 1937. május 1-jén tábornokká léptették elő.
- 1938 októberétől a Honvéd Vezérkar főnökének helyettese.
- A Felvidék visszacsatolása után, az új VII. hadtest élére 1939. január 15-étől Szombathelyit nevezték ki.

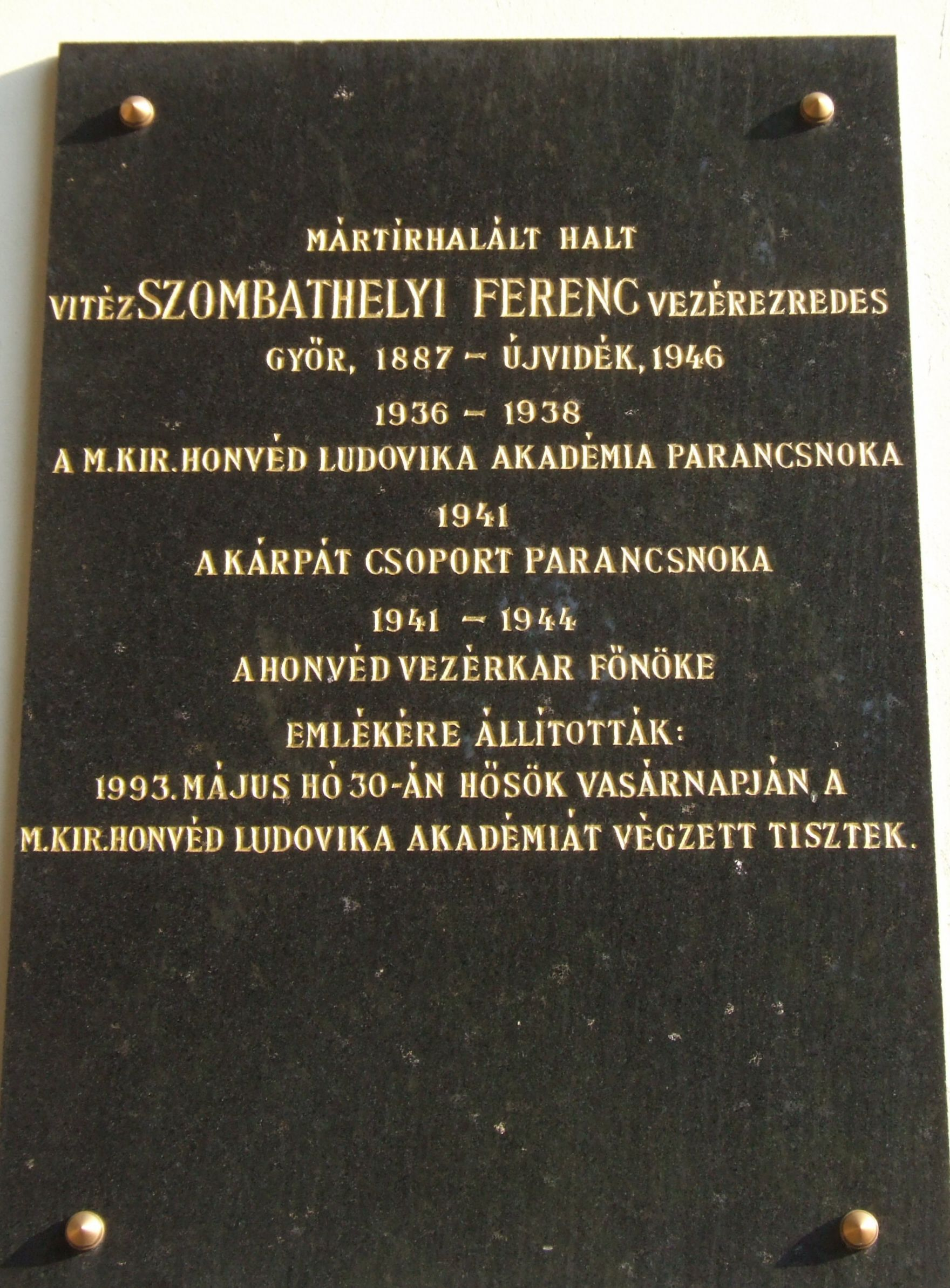
Emléktáblája a Hadtörténeti Intézet és Múzeumban

- 1939. november 1-jén altábornaggyá léptették elő.
- A Szovjetunió ellen bevetett Kárpát-csoport vezetőjévé nevezték ki, majd a megszállt szovjet területek katonai közigazgatásának vezetője lett.
- 1941. szeptember 6-án a kormányzó kinevezte a honvéd vezérkar élére. Szombathelyi új politikája az erők megőrzését részesítette előnyben. Véleménye szerint minél kisebb haderőt kell a német szövetséges részére biztosítani, hogy a háború után a Közép-Európában kialakuló politikai vákuumban a magyar haderő döntő tényező legyen.
- A jobboldali vezérkarban erős visszatetszést keltett, hogy Szombathelyi szigorú vizsgálatot, majd hadbírósági eljárást indított Feketehalmy-Czeidner altábornagy, Grassy vezérőrnagy, Deák ezredes, Zöldi főhadnagy ellen az „1942-es újvidéki vérengzés” miatt.
- 1941. november 1-jétől vezérezredes, illetve október 23-ától magyar királyi titkos tanácsos volt.
- 1943-1944-ben igyekezett kapcsolatot teremteni az angolszász hatalmakkal, ami gyakorlati eredménnyel nem járt.
- 1944. március 18-án, ismerve a magyar hadsereg pontos összetételét, illetve létszámát, az ellenállást eredménytelennek minősítve, a kormányzót a német megszállás jóváhagyására buzdította.
- 1944. április 19-én, német nyomásra felmentették beosztásából, majd nyugállományba vonult.
- 1944 nyarán a szélsőjobboldali sajtóban támadások indultak ellene, melyeket az új vezérkari főnök, Vörös János állíttatott le.
- Szombathelyit társaival együtt 1944. október 11. és 12-én a Honvéd Vezérkar főnökének bírósága elé állították, ahol felmentették, de a nyilas hatalomátvétel miatt a megerősítésre nem került sor.
- Az új kormányzat lefogatta, majd Sopronkőhidára, utána Németországba szállíttatta, ahonnan az amerikai csapatok szabadították ki.
- Az új magyar kormány kommunista nyomásra az amerikaiaktól mint háborús bűnöst kikérte.
- 1945. június 19-én az új vezérkar lefokozta, és kizárta a honvédségből.
- 1945. október 23-ától előzetes letartóztatásba került.
- A budapesti Népbíróság 1946. május 22-én Szombathelyit bűnösnek találta népellenes bűntettben, és hivatali hatalommal való visszaélés bűntettében, ezért életfogytiglani tartó fegyházbüntetésre ítélte.
- Ries István igazságügy-miniszter törvénytelenül kiadta a titói Jugoszláviának, ahol egy látszatper keretében halálra ítélték és kivégezték.
- 1994. március 16-án hozott ítéletében a Magyar Köztársaság Legfelsőbb Bírósága bűncselekmény hiányában hatályon kívül helyezte a Népbíróság 1946-os elmarasztaló ítéletét.

## Kötetei
- Szombathelyi Ferenc visszaemlékezései; bev. Gosztonyi Péter, Csicsery-Rónay István; Occidental Press, Washington, 1980
- Szombathelyi Ferenc visszaemlékezései; előszó Csicsery-Rónay István, bev. Gosztonyi Péter; Occidental Press, New Brunswick, 1980
- Szombathelyi Ferenc visszaemlékezése, 1945; sajtó alá rend., bev., jegyz. Gosztonyi Péter; Zrínyi, Bp., 1990 (Sisak és cilinder sorozat)